# 板谷隆一
板谷 隆一（いたや たかいち、1911年〈明治44年〉8月20日 - 1991年〈平成3年〉9月1日）は、日本の海軍軍人及び海上自衛官。海兵60期次席。海兵同期に鈴木實、進藤三郎など。第7代海上幕僚長、第5代統合幕僚会議議長。

## 略歴

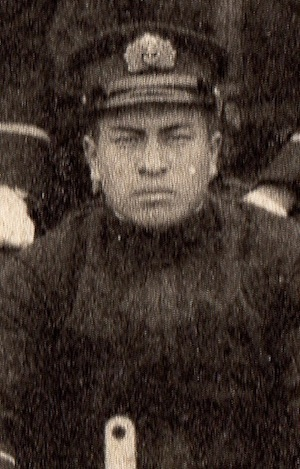
旧海軍時代の板谷隆一

農業・板谷儀市の二男として佐賀県三養基郡中原村に生まれる。兄は真珠湾攻撃作戦時に空母「赤城」分隊長で、第一次攻撃隊制空隊長を務めた板谷茂（海軍中佐・海兵57期首席）。
旧制三養基中学を経て、海軍兵学校60期を次席で卒業。
海兵次席のエリートながら、日中戦争から太平洋戦争までほとんどの期間を第一線で勤務した。
1937年（昭和12年）8月9日に発生した大山事件（上海海軍特別陸戦隊中隊長の大山勇夫中尉（板谷と海兵同期）が殺害され、第二次上海事変のきっかけの一つとなった）を受け、8月11日に大山中尉の後任として上海海軍特別陸戦隊附 兼 第三艦隊司令部附となる。8月12日に始まった第二次上海事変において、板谷は中隊長として陸軍部隊進出までの苦しい1か月を戦った。
太平洋戦争では北方作戦、レイテ沖海戦など、常に洋上にあり、1945年（昭和20年）4月の戦艦「大和」（第二艦隊）の沖縄特攻には第二水雷戦隊参謀として旗艦「矢矧」に乗艦。米軍機の攻撃により矢矧は沈没するが、板谷は海上を泳いで僚艦の駆逐艦「雪風」に救助され、生還した。
戦後は、第二復員局博多復員人事部に勤務。その後、公職追放を経て、自動車工場や東京のホテルのドアボーイなどの職を転々とした。海上警備隊発足と同時に入隊し、横須賀地方監部訓練課長。海上警備隊が警備隊を経て海上自衛隊に改組されると、海上幕僚監部人事課長、第1護衛隊司令などを務め、1957年（昭和32年）8月からアメリカ合衆国海軍大学校に留学。帰国後は海上幕僚監部総務部長、護衛艦隊司令官、横須賀地方総監などの要職を歴任し、第7代海上幕僚長に就任した。その後、第5代統合幕僚会議議長を務め、1971年（昭和46年）7月に退官。退官後は三菱重工業顧問などを務めた。

## 年譜
- 1929年（昭和04年）4月：海軍兵学校入校
- 1932年（昭和07年）11月：海軍兵学校卒業（第60期、次席）
- 1934年（昭和09年）4月：海軍少尉任官
- 1935年（昭和10年）11月：海軍中尉に進級
- 1937年（昭和12年）
  - 8月11日：上海海軍特別陸戦隊附兼第三艦隊司令部附[3]、第二次上海事変に参加
  - 12月1日：「八雲」乗組[4]
- 1938年（昭和13年）
  - 6月1日：海軍大尉に進級[5]
  - 7月11日：第7潜水隊附[6]
  - 8月15日：「伊号第三潜水艦」航海長兼分隊長[7]
  - 12月15日：駆逐艦「菊月」砲術長兼分隊長[8]
- 1939年（昭和14年）
  - 4月1日：駆逐艦「時雨」砲術長兼分隊長[9]
  - 6月1日：海軍砲術学校高等科学生[10]
  - 11月：海軍砲術学校高等科卒業
  - 12月1日：駆逐艦「朝潮」砲術長兼分隊長[11]
- 1941年（昭和16年）9月10日：戦艦「長門」分隊長[12]
- 1942年（昭和17年）
  - 9月17日：軽巡洋艦「名取」砲術長[13]
  - 11月1日：海軍少佐に進級[14]
- 1943年（昭和18年）
  - 3月1日：軽巡洋艦「鬼怒」砲術長兼分隊長[15]
  - 10月13日：第一水雷戦隊参謀[16]
- 1944年（昭和19年）11月20日：第二水雷戦隊参謀[17]
- 1945年（昭和20年）
  - 4月：菊水一号作戦（坊ノ岬沖海戦）に参加（二水戦旗艦・軽巡「矢矧」に乗艦。矢矧は沈没するも生還）
  - 5月1日：海軍総隊参謀兼連合艦隊防備参謀[18]
  - 8月27日：軍令部出仕兼海軍省出仕（海軍省軍務局員）[19]
  - 9月5日：海軍中佐に進級[20]
  - 9月18日：横須賀鎮守府参謀[21]
  - 11月5日：博多地方海軍人事部部員[22]
  - 11月30日：予備役に編入、充員召集[23]
- 1947年（昭和22年）11月18日：公職追放仮指定[24]
- 1952年（昭和27年）
  - 1月：海上保安庁入庁
  - 5月1日：海上警備隊に入隊（2等海上警備正）
  - 5月15日：横須賀地方監部訓練課長
- 1954年（昭和29年）
  - 8月1日：1等海佐に昇任
  - 9月20日：海上幕僚監部総務部人事課長
- 1956年（昭和31年）4月2日：第1護衛隊司令
- 1957年（昭和32年）
  - 4月5日：海上自衛隊幹部学校研究部員
  - 8月：アメリカ合衆国海軍大学校に留学
- 1958年（昭和33年）
  - 6月：アメリカ合衆国海軍大学校卒業
  - 8月1日：海上自衛隊幹部学校教育部学校教官第1教官室長
- 1959年（昭和34年）12月16日：海上自衛隊幹部学校教育部長
- 1961年（昭和36年）
  - 5月1日：海上自衛隊幹部学校副校長
  - 7月1日：海将補に昇任
  - 7月15日：海上幕僚監部防衛部副部長
- 1963年（昭和37年）7月16日：海上幕僚監部総務部長
- 1964年（昭和39年）
  - 7月6日：海将に昇任
  - 7月16日：第4代 護衛艦隊司令官に就任
- 1965年（昭和40年）7月1日：第9代 横須賀地方総監に就任
- 1966年（昭和41年）4月30日：第7代 海上幕僚長に就任
- 1967年（昭和42年）2月14日：米国政府からレジオン・オブ・メリット勲章を受章[25]
- 1969年（昭和44年）7月1日：第5代 統合幕僚会議議長に就任
- 1971年（昭和46年）7月1日：退官
- 1981年（昭和56年）11月3日：勲二等瑞宝章受章[26]
- 1991年（平成03年）9月1日：心不全のため三宿病院で逝去（享年80）、叙・正四位[27]

## 栄典
- レジオン・オブ・メリット・コマンダー - 1967年（昭和42年）2月14日
- 勲二等瑞宝章 - 1981年（昭和56年）11月3日